# ساشا فيكتورين
ساشا فيكتورين (بالإنجليزية: Sasha Victorine) هو لاعب كرة قدم أمريكي في مركز الهجوم، ولد في 3 فبراير 1978 في سانتا آنا في الولايات المتحدة. شارك مع منتخب الولايات المتحدة لكرة القدم. أما مع النوادي، فقد لعب مع سبورتينغ كانساس سيتي ولوس أنجلوس غلاكسي ونادي شيفاز يو إس أي.

## وصلات خارجية
- ساشا فيكتورين على موقع الاتحاد الدولي (مؤرشف)  (الإنجليزية)
- ساشا فيكتورين على موقع الدوري الأمريكي (الإنجليزية)
- ساشا فيكتورين على موقع قاعدة بيانات كرة القدم.إي يو (الإنجليزية)
- ساشا فيكتورين على موقع ناشيونال فوتبول تيمز (الإنجليزية)
- ساشا فيكتورين على موقع Soccerway.com (الإنجليزية)
- ساشا فيكتورين على موقع أوليمبيديا (الإنجليزية)